# Isole di Ljachov
Le isole di Ljachov (in russo Ляховские острова, Ljachovskie ostrova) sono il gruppo più meridionale delle isole della Nuova Siberia nei mari artici della Russia orientale; fanno parte del territorio della repubblica autonoma della Sacha-Jacuzia. Sono separate dalla terraferma dallo stretto di Dmitrij Laptev (60 km di larghezza), e dal gruppo delle isole Anžu dallo stretto di Sannikov (50 km). Le due isole maggiori sono:
- Bol'šoj Ljachovskij (Большой Ляховский, "Grande Ljachovskij") 5.185 km²[1] con un'altitudine massima di 311 m (il monte Ėmij-Tas).
- Malyj Ljachovskij (Малый Ляховский, "Piccola Ljachovskij"), 899 km²[1].

Poi ci sono: l'isola Stolbovoj (Столбовой остров) e l'isola di Semënov (Семёновский); e al largo del promontorio sud-occidentale di Bol'šoj Ljachovskij si trova un piccolo isolotto chiamato Chopto-Terer.
Le isole sono state esplorate nel 1712 da Jakov Permjakov e Merkurij Vagin e sono state poi così chiamate in onore del commerciante Ivan Ljachov che esplorò la zona (tra il 1770 e il 1775) alla ricerca di avorio di mammut.